# Louise-Elisabeth de Bourbon
Louise Élisabeth de Bourbon, född 22 november 1693, död 27 maj 1775, var en fransk adelsdam (prinsessa de Conti), kusin till kung Ludvig XV av Frankrike, dotter till Louis III av Bourbon och Louise-Françoise de Bourbon, som var erkänd utomäktenskaplig dotter till Ludvig XIV av Frankrike och Madame de Montespan. Gift med Louis Armand de Bourbon, prins de Conti. Hon var nominellt fransk vasall (hertiginna) av Étampes och (grevinna) Sancerre och lät uppföra Hôtel de Brienne, som senare blev säte för Frankrikes försvarsministerium. Hon är känd för att ha presenterat Madame de Pompadour vid det franska hovet år 1745. 

## Biografi
Då hon var 17 år (1710) föreslogs ett äktenskap med hennes kusin prins Charles, hertig av Berry, men hon blev i stället gift med sin kusin prins de Conti 6 juli 1713 ; hennes bror Ludvig Henrik av Bourbon gifte sig med en annan medlem av familjen Conti, Marie Anne de Bourbon. Elisabeth Charlotte av Pfalz skrev om henne, att hon var charmerande och graciös snarare än vacker, naturligt snäll, informell och välbalanserad men även kokett, bortskämd och ofta i dåligt sällskap. 
Äktenskapet var välkänt stormigt. Hon tyckte illa om maken på grund av hans brutala uppträdande och oattraktiva utseende och hade flera kärleksaffärer, den mest kända med Philippe Charles de La Fare; hon vägrade ha samlag med sin make och ska ha sagt att han inte kunde göra en kunglig prins utan henne – medan hon kunde göra en utan honom. Hon lämnade honom på grund av misshandel och flyttade till sin mor, och de första åren var fulla med domstolsförhandlingar där hon krävde att få leva skild från honom på grund av hans brutalitet. Efter att år 1725 ha gått med på att återvända till honom blev hon fängslad av sin make på Château de l'Isle-Adam. Han tillät henne att återvända till Paris för födseln av deras dotter 1726, och året därpå blev hon änka. Maken gjorde sig en förmögenhet på sitt stöd för John Laws introduktion av papperspengar. 
Som änka levde hon efter 1727 ett aktivt hovliv tillägnat etikettsregler och resande mellan sin kusin kungens olika slott. Hon arrangerade äktenskapet mellan sin son Condé och sin kusin Orléans, och äktenskapet mellan sin dotter Louise Henriette av Bourbon och sin kusins brorson  Ludvig av Bourbon-Orléans (1743) för att försona familjerna Condé och Orléans, vilka befann sig i fejd på grund av hennes mor och moster. 1745 ombads hon av Ludvig XV att presentera Madame de Pompadour, och gick med på det på villkor att han betalade hennes skulder.